# Rosy Abate - La serie
Rosy Abate - La serie è una serie televisiva italiana andata in onda in prima visione su Canale 5 dal 12 novembre 2017 all'11 ottobre 2019.
Ideata da Pietro Valsecchi e prodotta da Taodue per Mediaset, Rosy Abate - La serie è lo spin-off di Squadra antimafia - Palermo oggi, riprendendo il personaggio di Rosy Abate, interpretato da Giulia Michelini.

## Trama

### Prima stagione
Rosy Abate è tornata, ma non è più quella che tutti ricordano. Dopo aver finto la propria morte, si è rifugiata sotto mentite spoglie in una cittadina della costa ligure. La sua è una vita tranquilla, lavora come commessa in un supermercato ed è fidanzata con Francesco, uomo premuroso e affidabile che la ama senza conoscere la sua vera identità. Ma il passato di Rosy è troppo ingombrante e spinoso per rimanere sepolto e in silenzio a lungo. Due mafiosi, i fratelli Sciarra, si rivolgono a lei, portatori di una verità che scuote dalle fondamenta la sua nuova vita: suo figlio Leonardo è ancora vivo e in cambio dell’aiuto di Rosy le diranno dov’è.  Rosy ha una nuova ragione per tornare a lottare, ma deve guardarsi da Luca, poliziotto e migliore amico di Francesco, che dopo la sua fuga si mette sulle sue tracce. Per scoprire cosa c’è dietro il piano degli Sciarra, Rosy affronta un viaggio che la porta dalla Liguria alla Roma alto borghese fino alla Sicilia delle sue origini. Un viaggio in cui dovrà tornare a essere se stessa e a vestire i panni della mafiosa determinata e vendicativa che tutti conoscono e temono. La sua ricerca la porterà a scontrarsi con lo spietato boss Nuzzo Santagata, legato misteriosamente al passato degli Abate, e con un altro avversario inaspettato: Regina, una donna dell’alta società che, come Rosy, nasconde un passato e un segreto inconfessabile.

### Seconda stagione
Nel finale della prima stagione, Rosy – arrestata dalla polizia per il tentato omicidio della sorellastra e madre adottiva di suo figlio, Regina Mainetti – giura al suo piccolo Leonardo che nulla potrà dividerli, nemmeno Dio, e che non ci saranno muri e ostacoli davanti a loro. È questa la sua ultima promessa, sussurrata tra le lacrime, prima di lasciarlo. Sono trascorsi sei anni da quel giorno. Le porte del carcere di Palermo si stanno per aprire davanti a Rosy Abate, che viene accolta dal questore Licata (ormai in pensione) e da Luca Bonaccorso, e questo non la riempie solo di gioia, ma anche di preoccupazione quando viene messa al corrente di alcuni fatti riguardanti Leonardo. Leonardo è cresciuto da solo in una casa-famiglia a Napoli e da qualche tempo ha smesso di dare sue notizie. Al timore di questo allontanamento si aggiungono le minacce di Regina – sua rivale affettiva – decisa a tutto pur di vendicarsi. Con queste paure, ma finalmente libera di tornare alla sua vita, il solo obiettivo di Rosy è riprendersi suo figlio, stare insieme a lui…ma appena sbarcata nella sua nuova città, Rosy è costretta ad affrontare una situazione ben più pericolosa di quanto poteva immaginare. Da bambino innocente Leonardo è diventato un adolescente ribelle e problematico, che sembra sentire dentro di sé il richiamo del sangue degli Abate, la vocazione alla criminalità e coinvolto in una tormentata storia d'amore con la figlia di un boss efferato che vuole scendere a patti con Rosy Abate. Quando Rosy lo capisce è determinata a impedire che Leonardo compia delle scelte che possono essere fatali e mortali ed evitargli il peso delle sofferenze che ha patito lei con i suoi errori. Al suo fianco l'amato Luca, che ha cercato di rimanere accanto a Leonardo e poi l'inaspettata alleanza tra Rosy e Regina, unite dall'amore profondissimo per il ragazzo. Quello di Rosy e Leonardo sarà un percorso fatto di ostacoli, rancori e vendette in cui madre e figlio dovranno imparare a conoscersi davvero, perdonarsi e a fidarsi l’uno dell’altra. Riuscirà Rosy a salvare suo figlio prima che sia troppo tardi? Se la Rosy della prima stagione è stata una madre coraggiosa alla ricerca di suo figlio…è in questa stagione che l’ex Regina di Palermo dovrà lottare per difenderlo.

## Episodi
| Stagione         | Episodi | Prima TV |
| ---------------- | ------- | -------- |
| Prima stagione   | 5       | 2017     |
| Seconda stagione | 5       | 2019     |

## Personaggi e interpreti

### Principali
- Rosy Abate (stagione 1-2), interpretata da Giulia Michelini
- Ispettore capo Luca Bonaccorso (stagione 1-2), interpretato da Mario Sgueglia
- Regina Santagata (stagione 1-2), interpretata da Paola Michelini
- Questore Licata (stagione 1-2), interpretato da Bruno Torrisi.
- Roberto Mainetti (stagione 1), interpretato da Raniero Monaco di Lapio
- Don Nuzzo Santagata (stagione 1), interpretato da Franco Branciaroli
- Leonardo "Leo" Abate (stagione 1-2), interpretato da Francesco Mura (stagione 1), Vittorio Magazzù (stagione 2)
- Antonio Costello (stagione 2), interpretato da Davide Devenuto
- Nina Costello (stagione 2), interpretata da Maria Vera Ratti

### Ricorrenti
- Francesco Ricci (stagione 1), interpretato da Paolo Bernardini
- Stefano Sciarra (stagione 1), interpretato da Fiodor Passeo
- Mirko Sciarra (stagione 1), interpretato da Fulvio Pepe
- Jean Bastelica (stagione 1), interpretato da Federico Scribani
- Simon Bastelica (stagione 1), interpretato da Chopin Yohann
- Serena (stagione 1), interpretata da Martina Palmitesta
- Ispettore Bruno Criscito (stagione 1), interpretato da Augusto Zucchi
- Vice questore aggiunto Livia Cataldi (stagione 1), interpretata da Naike Anna Silipo
- Ercole Bracci (stagione 1), interpretato da Sergio Vespertino
- Gaetano Zanni (stagione 1), interpretato da Ciro Esposito
- Pasquale Contrada (stagione 1), interpretato da Fabrizio Nardi
- Cusano (stagione 1), interpretato da Alberto Giusta
- Matteo Gramaldi (stagione 1), interpretato da Angelo Libri
- Maestra di Leonardo (stagione 1), interpretata da Helene Nardini
- Alfredo (stagione 1), interpretato da Claudio Garrubba
- Alessandro Chiummo Santonocito (stagione 1), interpretato da Alessandro Pennacchio
- Zio Francesco (stagione 1), interpretato da Massimo Spata
- Lorenza (stagione 1), interpretata da Ilenia D'Avenia
- Avvocato Amedei (stagione 2), interpretato da Clemente Pernarella
- Ispettore Nadia Aversa (stagione 2), interpretata da Daniela Virgilio
- Commissario capo Gabriele Gagliardi (stagione 2), interpretato da Luigi Di Fiore
- Ispettore De Angelis (stagione 2), interpretato da Federico Tocci
- Ispettore Sorrentino (stagione 2), interpretata da Federica Sabatini
- Maometto (stagione 2), interpretato da Vincenzo De Michele
- Diego (stagione 2), interpretato da Gianluca Di Gennaro
- Vincenzo O' Barone (stagione 2), interpretato da Ivan Castiglione
- Ciro Gargiulo (stagione 2), interpretato da Giovanni Amura
- Domenico Amato O' Mastino (stagione 2), interpretato da Danilo Rovani
- Anna (stagione 2), interpretata da Lidia Vitale
- Santo (stagione 2), interpretato da Armando Pugliese
- Alessia Romano (stagione 2), interpretata da Alessandra Costantini

### Guest star
- Veronica Colombo (stagione 1), interpretata da Valentina Carnelutti
- Filippo De Silva (stagione 1), interpretato da Paolo Pierobon
- Ivan Di Meo (stagione 2), interpretato da Claudio Gioè
- Sandro Pietrangeli (stagione 2), interpretato da Giordano De Plano

## Produzione
Il 4 luglio 2016, con la regia di Beniamino Catena, iniziano le riprese dello spin-off di Squadra antimafia - Palermo oggi, Rosy Abate - La serie, che si svolgono tra Roma, Sicilia, Liguria, Napoli e Francia, terminando il successivo 25 novembre. Il 9 novembre 2016 viene mandato in onda un teaser della serie, infatti la messa in onda delle cinque puntate venne inizialmente proposta per un periodo compreso fra gennaio e marzo; successivamente si decide di mandare in onda la serie in autunno. Da giugno 2017 vengono mandati diversi promo della serie, fino alla messa in onda, il 12 novembre.
Giulia Michelini, l'attrice che interpreta Rosy, e Paola Michelini, l'attrice che interpreta la sorella Regina, sono sorelle anche nella vita reale.
Paola Michelini, nella prima scena di Squadra antimafia - Palermo oggi, aveva interpretato la madre di Rosy Abate, perdendo la vita, assieme al marito, in seguito all'esplosione dell'auto.
Durante la messa in onda della serie il produttore annuncia che è in fase di scrittura la seconda stagione, le cui riprese iniziano il 30 luglio 2018, con la regia di Giacomo Martelli e ambientata principalmente a Napoli. Il 12 ottobre viene mandato in onda un primo teaser della seconda stagione. Le riprese terminano il 18 dicembre 2018. La seconda stagione della serie va in onda da settembre 2019 in prima serata su Canale 5, dapprima con un doppio appuntamento (mercoledì 18 e venerdì 20) per poi stabilizzarsi al venerdì.
L’11 ottobre 2019 va in onda l’episodio finale della seconda stagione, l’ultima (stando alle dichiarazioni di Giulia Michelini). Durante un intervento al festival del cinema di Benevento 2022 l'attrice ha riaperto una piccola speranza lasciando intendere che il suo personaggio potrebbe avere ancora un futuro.

## Ascolti
| Stagione | Programmazione                          | Numero di episodi | Première          | Première                | Finale           | Finale                  | Media stagione | Media stagione |
| Stagione | Programmazione                          | Numero di episodi | Data              | Telespettatori          | Data             | Telespettatori          | Telespettatori | Share          |
| -------- | --------------------------------------- | ----------------- | ----------------- | ----------------------- | ---------------- | ----------------------- | -------------- | -------------- |
| 1        | Domenica, 21:10                         | 5                 | 12 novembre 2017  | 4.920.000 – share 20,2% | 10 dicembre 2017 | 5.291.000 – share 20,9% | 4.758.000      | 19,78%         |
| 2        | Mercoledì (1º episodio), Venerdì, 21:10 | 5                 | 18 settembre 2019 | 3.544.000 - share 17,2% | 11 ottobre 2019  | 3.757.000 - share 18,5% | 3.508.000      | 17,14%         |

- La prima stagione ha fatto registrare ascolti decisamente alti, con una media Auditel di 4.758.000 spettatori e il 19,78% di share, e con picchi nell'ultima puntata di 28% di share[10], sfiorando i 6 milioni di telespettatori[11]. Successo confermato da 5 vittorie su 5 contro il competitor di Rai 1 Che tempo che fa. La fiction entra nella top 10 delle serie più viste nella stagione 2017/2018, precisamente al nono posto; e tenendo conto del target commerciale (15-64 anni), è la terza fiction più vista, nel target giovani (15-34 anni) la seconda.[senza fonte]
- La seconda stagione ha fatto registrare una media Auditel di 3.508.000 spettatori e del 17,14% di share. Di fatto, se confrontati con i dati della prima serie, si è di fronte a risultati inferiori (si attesta, all’incirca, uno scarto di 1 milione di telespettatori e di 2 punti e mezzo di share; sicuramente un leggero calo fisiologico, dovuto alla distanza di 2 anni dalla messa in onda della prima stagione, alla concorrenza su Rai 1 più forte, che ogni venerdì ha schierato lo storico Tale e quale show, e, più in generale, ad un progressivo calo di interesse del pubblico per le fiction), ma distintamente positivi, che confermano il grande affetto del pubblico italiano per Rosy Abate; si faccia riferimento al record di visualizzazioni (all’incirca 3 milioni) sulla piattaforma Mediaset Play, all’ottimo riscontro sui social,[12] e agli stessi dati d’ascolto che rendono la serie la fiction mediaset più seguita del 2019.[13] In particolare, degno di essere analizzato è l’Auditel delle ultime due puntate: il 4º episodio supera, anche se di poco, la concorrenza su Rai 1, portando Tale e quale show, per la prima volta in nove edizioni, al minimo storico in valori assoluti; il 5º episodio, invece, segna l’escalation Auditel in positivo della serie, toccando picchi di quasi 4 milioni e mezzo di telespettatori e del 25,58% di share. Ottimi risultati anche sul target 15-24 anni (27,17% di share) e sul pubblico femminile 20-24 anni (42,7% di share).[14]

## La Regina di Palermo
La regina di Palermo, viene trasmesso su Canale 5 dal 2 al 30 agosto 2017. È un sunto romanzato in cinque episodi di tutte le vicende di Rosy Abate all'interno di Squadra antimafia, mandato in onda in attesa della prima stagione dello spin-off.

## Legami con l'opera originaria
Nella fiction sono presenti, seppur come guest o brevi camei, alcuni personaggi della serie originaria Squadra antimafia - Palermo oggi. Fra questi: nella prima stagione Paolo Pierobon e Valentina Carnelutti, rispettivamente nei panni di Filippo De Silva e Veronica Colombo, Bruno Torrisi che interpreta il questore Licata; invece, Alessandro Pennachio veste, nell’ultima puntata, i panni di Chiummo, già presente in qualche scena di Squadra Antimafia 5. Nella seconda stagione, oltre al questore Licata che assume un ruolo maggiore, ritroviamo Giordano De Plano e Claudio Gioè, nelle vesti di Sandro Pietrangeli e Ivan Di Meo.

## Accoglienza
Degno di nota è sicuramente il commento critico rilasciato dal regista Giacomo Martelli relativamente alla seconda stagione della serie: "il rapporto tra Rosy Abate e il suo bambino appartiene all'immaginario televisivo da quasi dieci anni. La sfida di questa seconda stagione è stata quella di raccontare un incontro-scontro epico e viscerale tra una madre e un figlio finalmente alla pari. Il Leonardo Abate di Vittorio Magazzù è un giovane affamato di amore e avventura, un animo solare alla ricerca della propria identità, che sta cedendo alla tentazione del crimine. Dal canto suo, Rosy, nell'interpretazione continua ed emozionante di Giulia Michelini, è una madre empatica ma impreparata al confronto, un crepuscolo attraversato da bagliori di gioia e di speranza, sotto al quale covano le furie, le passioni (e i metodi) dell'ex Regina di Palermo. Dal primo minuto, Rosy e Leo sono uniti dall’amore ma segnati dal passato e divisi dal destino. È per seguire l’evolversi di questo rapporto che il flusso narrativo si sdoppia in due punti di vista, avvitati come una doppia elica. Dopo il road-movie itinerante del primo capitolo, la seconda stagione sbarca a Napoli ed assume la forma di un noir a due, scendendo nel labirinto di luci ed ombre della metropoli partenopea. La Napoli dei Costello, la famiglia di misteriosi e affascinanti antagonisti degli Abate, è sognante, piratesca e letale, pervasa di minacce ma anche di calore e ironia. Un luogo dove cavalcare gli elementi, sfidando la sorte e la legge. Avvicinandoci ai personaggi, che scoviamo piccoli e abbarbicati su scogliere, grotte e castelli a picco sul mare, arriviamo a udire i loro bisbigli e a entrare nei loro pensieri. E lì, oltre alle schermaglie criminali e ai percorsi sentimentali, la macchina da presa incrocia un terzo livello, ancora più intimo e magico, fatto di incubi, presagi e ricordi. In fondo ad ogni vicolo o sotterraneo può infatti annidarsi una proiezione onirica, la manifestazione di un'ossessione, o uno dei demoni repressi che madre e figlio cercano disperatamente di esorcizzare, pistola alla mano".

## Controversie
Alla fine della messa in onda del primo episodio della serie, una coppia piemontese di Domodossola è stata tempestata di telefonate anonime che minacciavano di morte i due coniugi, a causa di una scena in cui appariva il proprio numero telefonico.
Subito dopo la messa in onda del 4º episodio della seconda stagione, iniziarono a circolare voci, via via sempre più insistenti, in merito alla morte della Regina di Palermo nell'ultima puntata della fiction, generando tra il pubblico un impressionante fenomeno di allarmismo e apprensione; il tutto alimentato: dal finale di puntata (in cui Ivan Di Meo appare in sogno a Rosy, riferendole surrettiziamente che, conclusosi l’ultimo atto della lotta con Costello, potrà finalmente ricongiungersi a lui), dall’intervista di Vittorio Magazzù (l'attore che interpreta Leonardo) a Verissimo (in cui rivela che un protagonista avrebbe perso la vita nel finale), e, oltre ad un frame del promo in cui Rosy viene colpita da un proiettile sull’addome, dalle recenti dichiarazioni di Giulia Michelini, dettasi stanca, dopo un decennio, di interpretare Rosy. Così, Pietro Valsecchi, per placare i fan in rivolta, annuncia a pochi giorni dalla messa in onda della puntata finale, di essersi rimesso al lavoro per modificarne il montaggio. Resta comunque indubbio se fosse stata proprio la Regina di Palermo a perdere davvero la vita, dato il lieto fine ben strutturato. Mario Sgueglia (alias Luca Bonaccorso), intervistato pochi giorni dopo il finale, ha rivelato ai microfoni di Fanpage che non era stato mai pensato di far morire Rosy e che in realtà non è stato modificato nulla.

## Il prequel mai realizzato
Il 12 novembre 2019 era stata annunciata la conclusione della serie e la messa in produzione di un ulteriore spin-off, Rosy Abate - Le origini del male, incentrato sull'adolescenza di Rosy Abate. Tale progetto, però, venne poi abbandonato per decisione di Mediaset.